# 10月のクリスマス
「10月のクリスマス」（じゅうがつのクリスマス）は、1986年9月21日に発売された浅香唯の5枚目のシングル。

## 解説
- 前作「コンプレックスBANZAI!!」に引き続き、本人出演の雪印「ヨグール」CMソングとして使用された。

## 収録曲
- 両楽曲共に、編曲：若草恵

1. 10月のクリスマス
作詞: 森浩美／作曲：吉見明宏
2. こんなに涙がこぼれるなんて
作詞：松井五郎／作曲：井上ヨシマサ

## 関連作品
- 10月のクリスマス
  - Star Lights
  - Present
  - シングル・コレクション
  - 浅香唯大全集 THE COMPLETE BOX
  - CRYSTALS 〜25th Anniversary Best〜
  - 浅香唯 ザ・ベスト
  - 浅香唯 30周年記念コンプリートBOX
  - YUI ASAKA 40th Anniversary Yui Selection 40 Years Four Seasons PLAYLIST
  - ONLY YUI （映像作品）
  - Fun!Fan!Fun! Yuiグラフィティ （映像作品）
- こんなに涙がこぼれるなんて
  - Star Lights
  - 浅香唯大全集 THE COMPLETE BOX
  - 浅香唯 30周年記念コンプリートBOX